# Distrito de Kiryandongo
El distrito de Kiryandongo es uno de los ciento once distritos que dan origen a la actual organización territorial de la República de Uganda. Su ciudad capital es la ciudad de Kiryandongo.

## Localización
Kiryandongo está bordeado por el distrito de Nwoya al norte, por el distrito de Oyam por el noreste, limita con el distrito de Apac al este, y con el distrito de Masindi al sur y al oeste.

## Población
El distrito de Kiryandongo cuenta con una población total de 90.014 habitantes según las cifras suministradas por el censo poblacional llevado a cabo durante el año 2002 en Uganda.